# Автомобільні шляхи Грузії
Автомобільні шляхи Грузії поділяться на міжнародні, державні та місцеві шляхи.

## Міжнародні автошляхи

Міжнародні шляхи Грузії

Станом на 2014 рік усього в Грузії 13 міжнародних автошляхів зі загальною протяжністю 1603 км.
| Номер | Автошляхи E | Назва                                          | Протяжність (км) | Примітки            |
| ----- | ----------- | ---------------------------------------------- | ---------------- | ------------------- |
| ს 1   |             | Тбілісі — Сенакі — Леселідзе (кордон з Росією) | 552              | · Показати на карті |
| ს 2   |             | Сенакі — Поті — Сарпі                          | 119              | Показати на карті   |
| ს 3   |             | Мцхета — Степанцмінда — Ларсі                  | 139              | Показати на карті   |
| ს 4   |             | Тбілісі — Червоний міст                        | 57               | Показати на карті   |
| ს 5   |             | Тбілісі — Бакурцихе — Лаґодехі                 | 160              | Показати на карті   |
| ს 6   |             | Понічала — Марнеулі — Гугуті                   | 98               | Показати на карті   |
| ს 7   |             | Марнеулі — Садахло                             | 34               | Показати на карті   |
| ს 8   |             | Хашурі — Ахалцихе — Вале                       | 97               | Показати на карті   |
| ს 9   |             | Тбілісі                                        | 49               | Показати на карті   |
| ს 10  |             | Горі — Цхінвалі — Гурта — Джава — Рокі         | 92,5             | Показати на карті   |
| ს 11  |             | Ахалцихе — Ніноцмінда                          | 112              | Показати на карті   |
| ს 12  |             | Самтредія — Ланчхуті — Гріголеті               | 57               | Показати на карті   |
| ს 13  |             | Ахалкалакі — Карцахі                           | 36,5             |                     |

## Державні шляхи

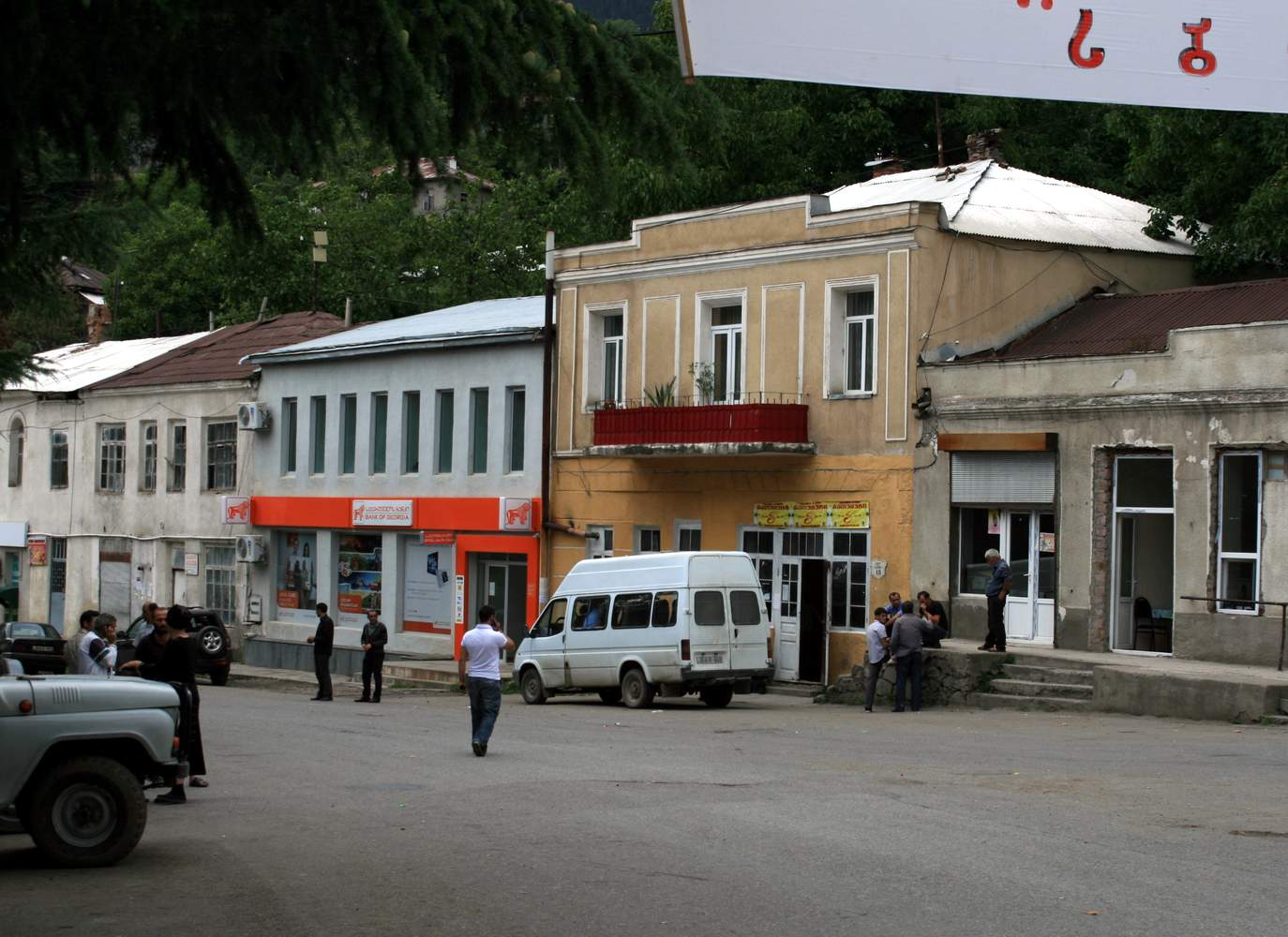
შ 1 дорога у Хуло

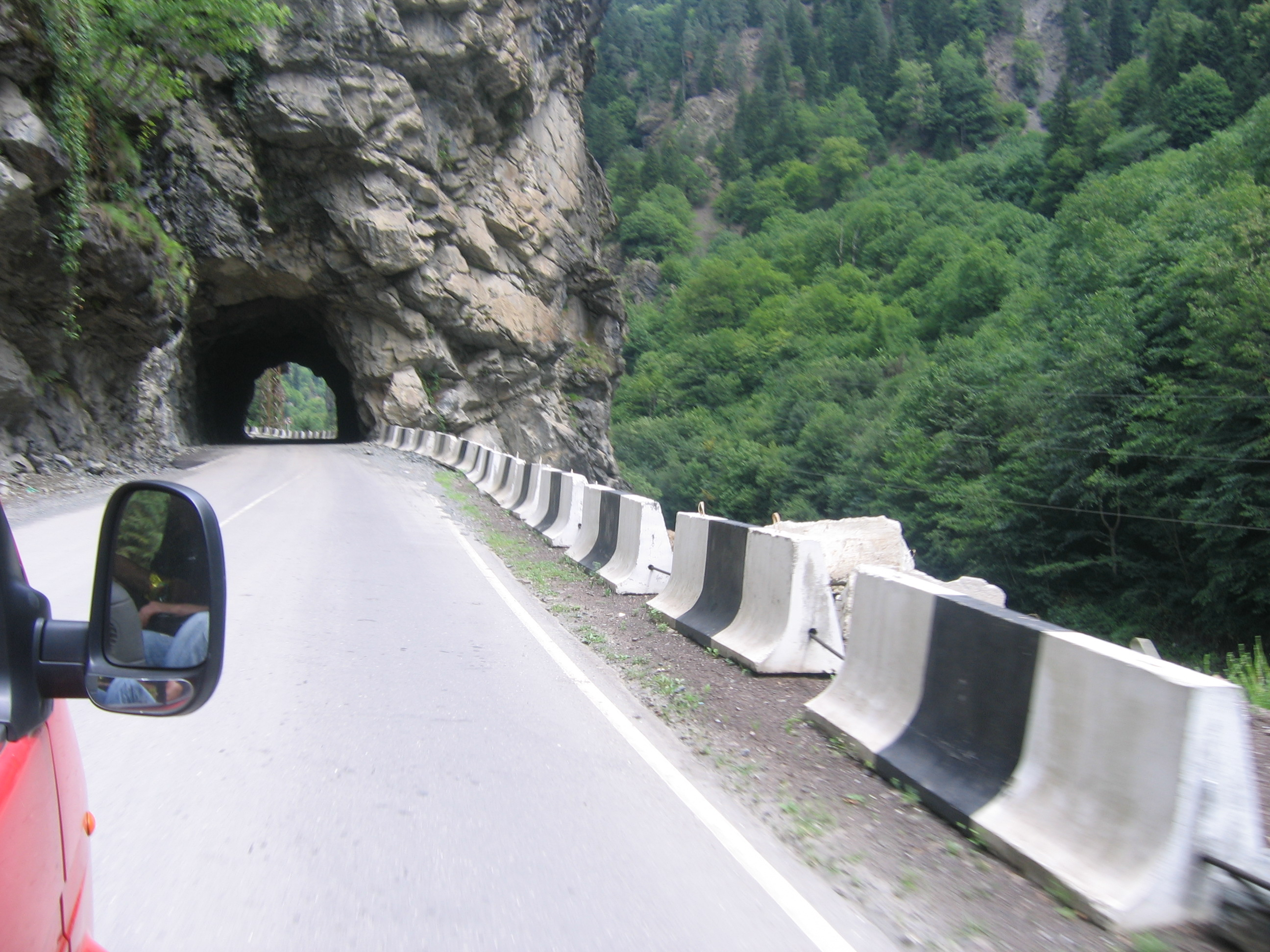
შ 7 дорога у Сванетії

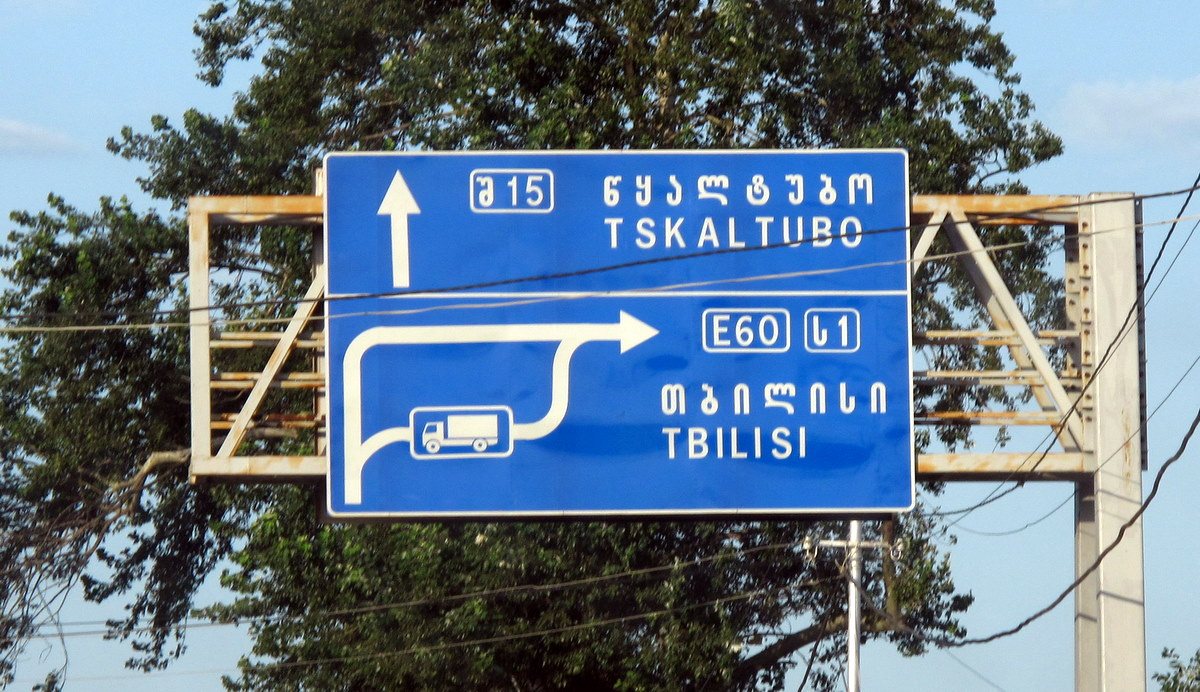
შ 15 дорожний знак у Кутаїсі

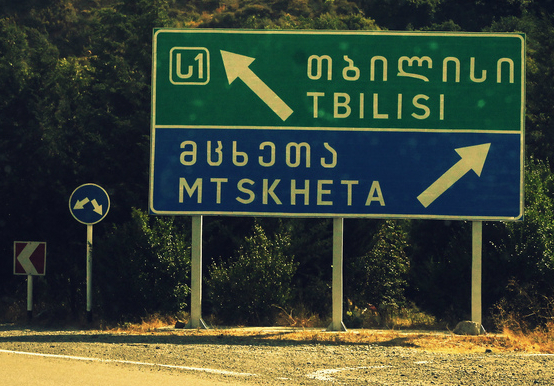
ს 1 & შ 29 шляхи біля Мцхети

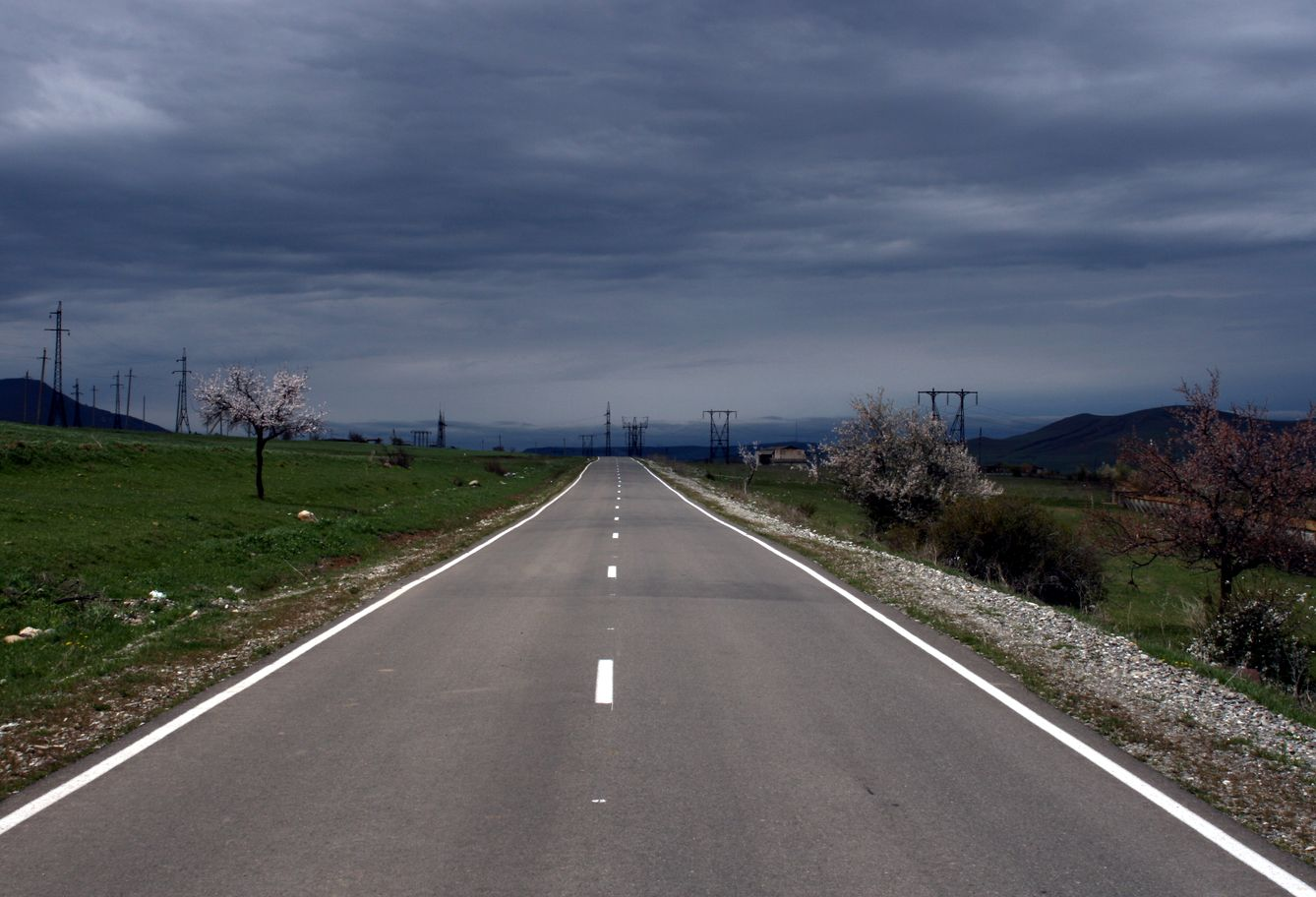
შ 29 шлях біля Горі

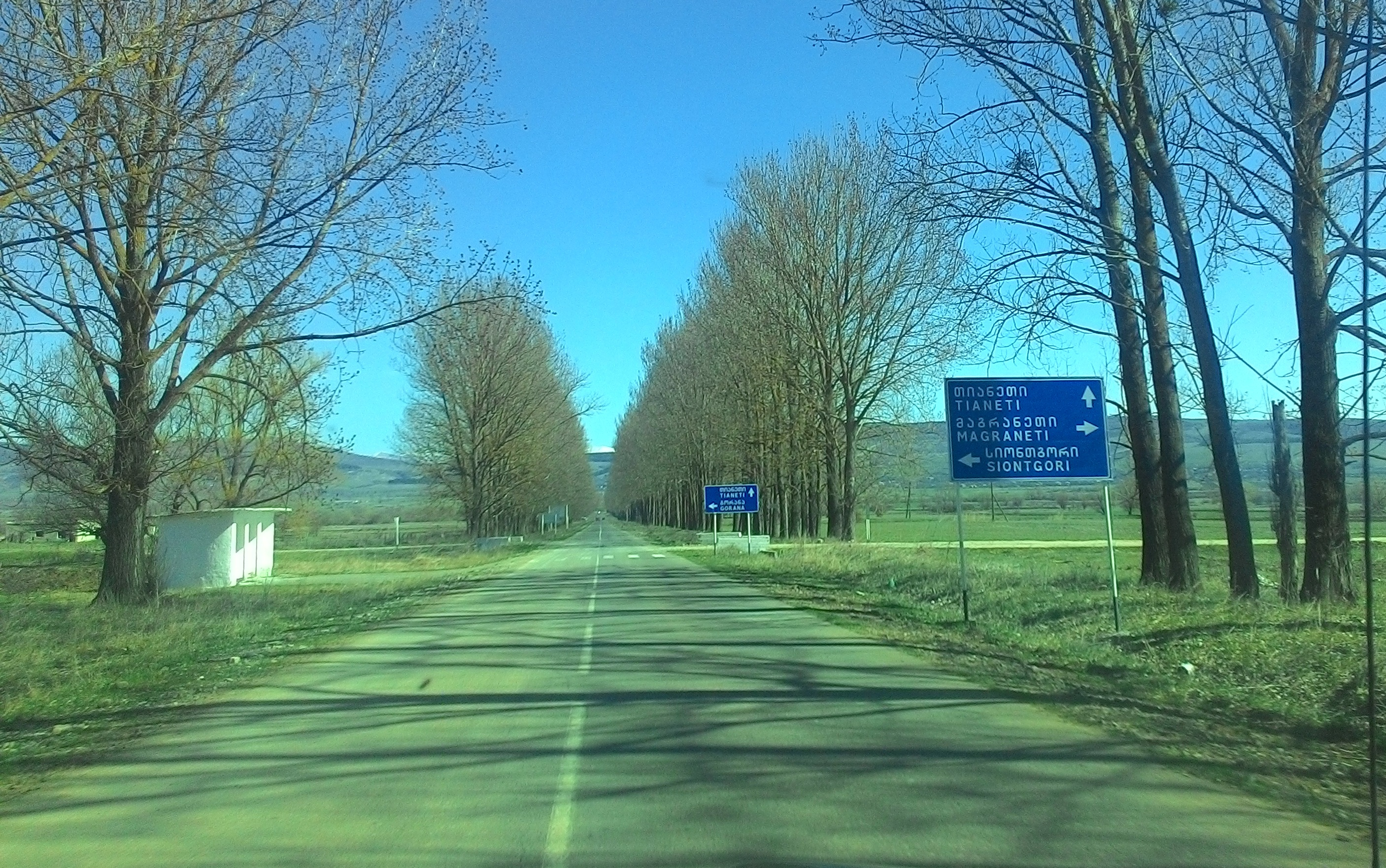
შ 30 шлях у напрямку Tianeti

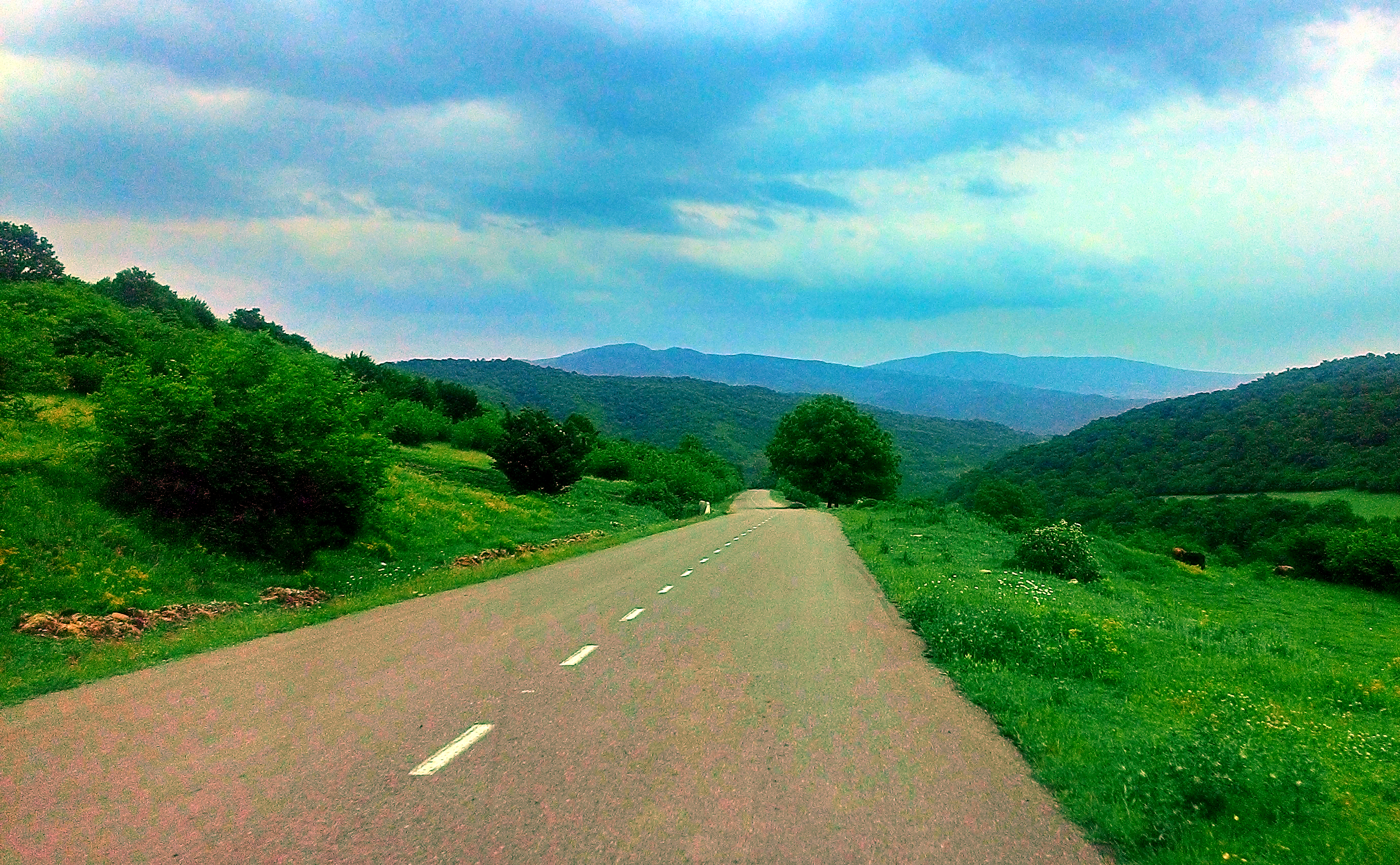
შ 65 шлях біля озера Базалеті

| №     | Назва                                                                         | Протяжність (км) |
| ----- | ----------------------------------------------------------------------------- | ---------------- |
| შ 1   | — Батумі — Ахалцихе —                                                         | 159              |
| შ 2   | — Саявахо — Чохатаурі — Озургеті — Кобулеті —                                 | 73,4             |
| შ 3   | Абаша — Ґагма Кодорі — Ґулейскари — Джапана                                   | 33,7             |
| შ 4   | Абаша — Мартвілі                                                              | 34               |
| შ 5   | Сенакі — Нокалакеві — Бандза — Хоні                                           | 36,9             |
| შ 6   | Зугдіді — Цаленджиха — Чхороцкву — Сенакі                                     | 88               |
| შ 7   | Зугдіді — Джварі — Местія — Ласділі                                           | 198              |
| შ 8   | Зугдіді — Анаклія                                                             | 34               |
| შ 9   | Очамчире — Ткварчелі                                                          | 27,2             |
| შ 10  | Мачара — Південний Притулок                                                   | 101              |
| შ 11  | Бзипи — Рица — Авадгара                                                       | 60               |
| შ 12  | Кутаїсі — Хоні — Самтредія                                                    | 40               |
| შ 13  | Багдаті — Вані — Дафнарі                                                      | 47,8             |
| შ 14  | Кутаїсі — Багдаті — Абастумані — Бенара                                       | 102,2            |
| შ 15  | Кутаїсі — Цхалтубо — Цаґері — Лантехі — Ласділі                               | 157              |
| შ 16  | Кутаїсі — Альпана — Мамісонський перевал (кордон із Росією)                   | 161              |
| შ 17  | Кутаїсі — Ткібулі — Амбролаурі                                                | 73,5             |
| შ 18  | Альпана — Цаґері                                                              | 22.2             |
| შ 19  | Холабурський міст — Терджола — Ткібулі                                        | 29               |
| შ 20  | Боржомі (місто) — Бакуріані — Ахалкалакі                                      | 82               |
| შ 21  | Ахалкалакі (об'їзна дорога) — Карцахі                                         | 2,3              |
| შ 22  | Гомі — Сачхере — Чиатура — Зестафоні                                          | 106              |
| შ 23  | Агара — Корнісі — Цхінвалі                                                    | 49,6             |
| შ 24  | Горі — Корнісі — Цхінвалі                                                     | 25,7             |
| შ 25  | Гуфта — Оні                                                                   | 64,2             |
| შ 26  | Жинвалі — Барисахо — Шатілі                                                   | 106              |
| შ 27  | Тіанеті — Заридзебі — Жинвалі                                                 | 23               |
| შ 28  | Цихідсірі — Ахалґорі — Ларґвісі                                               | 45               |
| შ 29  | Земо-Авчальська ГЕС — Мцхета — Кавтіщеві — Ґорі — Скра — Карелі — Земо Одуряй | 109,5            |
| შ 30  | Тбілісі — Тіанеті                                                             | 60               |
| შ 31  | Кода — Парцхісі — Манґлісі — Цалка — Ніноцмінда                               | 147              |
| შ 32  | Тбілісі — Ґачяні — Руставі                                                    | 11               |
| შ 33  | Марнеулі — Тетрі-Цкаро — Цалка                                                | 88,7             |
| შ 34  | Парцхісі — Тетрі-Цкаро                                                        | 6,5              |
| შ 35  | Тетрі-Цкаро — Даґеті — Topani — Болнісі                                       | 20,4             |
| შ 36  | Тбілісі — Манґлісі                                                            | 33               |
| შ 37  | Садахло — Цопі — Ахкерпі (кордон із Вірменією)                                | 26,2             |
| შ 38  | Візяні — Ґомборі — Телаві                                                     | 66               |
| შ 39  | Цнорі — Дедоплісцкаро — Квемо Кеді                                            | 74,2             |
| შ 40  | Чалаубані — Сігнагі — Агара                                                   | 21,5             |
| შ 41  | Ільясінда — Бодбе — Ґамарджвеба                                               | 21,3             |
| შ 42  | Ахмета — Телаві — Бакурцихе                                                   | 73               |
| შ 43  | Тіанеті — Ахмета — Кварелі — Нініґорі                                         | 129,4            |
| შ 44  | Пшавелі — Абано — Омало                                                       | 72               |
| შ 45  | Озургеті — Шемокмеді — Бжужгесі — Ґомісмта                                    | 31               |
| შ 46  | Озургеті — Натанебі — Урекі                                                   | 22               |
| შ 47  | Шухуті — Атсана — Маматі — Дзіміті                                            | 17,5             |
| შ 48  | Шаладіді — Хорда — Хобі                                                       | 15,4             |
| შ 49  | Бзипта — Піцунда                                                              | 12,4             |
| შ 50  | Міусераська дорога                                                            | 13,5             |
| შ 51  | Варциіхе — Рохі                                                               | 7,2              |
| შ 52  | Цхалтубо — Хоні                                                               | 15,2             |
| შ 53  | Хоні — Матходжі — Мартвілі                                                    | 15               |
| შ 54  | Зестафоні — Багдаті                                                           | 18,8             |
| შ 55  | Дзирула — Хараґаулі — Moliti — Фона — Чумателеті                              | 51               |
| შ 56  | тунель Рікоті                                                                 | 4                |
| შ 57  | Абастумані — Канобілі                                                         | 5                |
| შ 58  | Хертвісі — Вардзіа                                                            | 22,6             |
| შ 59  | (101 км) — Карелі                                                             | 4,3              |
| შ 60  | (81 км) — Горі — (87 км)                                                      | 5                |
| შ 61  | Каспі — Kavtiskhevi                                                           | 10,8             |
| შ 62  | Іґоеті — Akhmaji                                                              | 12               |
| შ 63  | Іґоеті — Каспі — Akhalkalaki                                                  | 20,5             |
| შ 64  | Narekvavi — Мцхета — Railway Station                                          | 6,4              |
| შ 65  | Bagischala — Душеті — Арагвіспірі                                             | 19,3             |
| შ 66  | Руставі — Ґардабані — Vakhtangisi (Азербайджан Border)                        | 24,5             |
| შ 67  | Ґамарджвеба — Руставі                                                         | 7,4              |
| შ 68  | Didi Dmanisi — Дманісі — Gomareti — Бедіані                                   | 70,2             |
| შ 69  | Кварелі — Мукузані                                                            | 17               |
| შ 70  | Телаві — Shakriani                                                            | 11,4             |
| შ 71  | Бакуріані Circular Path                                                       | 3                |
| შ 72  | Tirdznisi — Ditsi — Eredvi — Kheiti                                           | 18,8             |
| შ 73  | (km 30) — Поті (морський порт) (Via Khobi st.)                                | 4,5              |
| შ 74  | Монастир Моцамета Monastery Road                                              | 1,5              |
| შ 75  | Бакуріані Didveli Ski complex Road                                            | 2,6              |
| შ 76  | Goderdzi Pass — Beshumi                                                       | 10               |
| შ 77  | Salkhino — Dadiani Palace Road                                                | 6,7              |
| შ 78  | Hatsvalii Ski complex Road                                                    | 6                |
| შ 79  | Promete Печера Road                                                           | 2,2              |
| შ 80  | Natanebi — Міст через Чолокі                                                  | 8,1              |
| შ 81  | Чохатаурі — Бахмаро                                                           | 53               |
| შ 82  | Озургеті — Ninoshvili — Lesa                                                  | 24,8             |
| შ 83  | Чохатаурі — Zomleti                                                           | 15               |
| შ 84  | Зугдіді — Jikhashkari — Чхороцку                                              | 26               |
| შ 85  | Мартвілі — Taleri — Чхороцку                                                  | 43               |
| შ 86  | Нокалакеві — Ledzadzame — Didi Chkoni                                         | 24,2             |
| შ 87  | Хобі (місто) — Sajijao — Lesichine                                            | 29,2             |
| შ 88  | Зугдіді — Narazeni — Дзвелі Хібула — Akhali khibula — Zubi                    | 23,8             |
| შ 89  | Цаленджіха — Obuji — Jikhashkari                                              | 14,2             |
| შ 90  | Darcheli — Ganmukhuri                                                         | 14               |
| შ 91  | Taleri — Lebarde                                                              | 34               |
| შ 92  | Мартвілі — Martvili Monastery                                                 | 1,3              |
| შ 93  | Nosiri — Gejeti — Нокалакеві                                                  | 16,5             |
| შ 94  | Цаленджіха — Jvarzeni                                                         | 12               |
| შ 95  | Цаленджіха — Lia — Pakhulani                                                  | 10,5             |
| შ 96  | Цаленджіха — Tsalenjikha Cathedral                                            | 1,5              |
| შ 97  | Shua Khorga — Кулеві (порт)                                                   | 16               |
| შ 98  | Хобі (місто) — Akhalsopeli — Залізнична платформа                             | 10,5             |
| შ 99  | Becho — Shikhra                                                               | 8,2              |
| შ 100 | Khaishi — Sakeni — Omarishara                                                 | 58               |
| შ 101 | Зестафоні — Kitskhi — Хараґаулі                                               | 21               |
| შ 102 |                                                                               |                  |
| შ 103 | Ianeti — Didi Jikhaishi — Хоні                                                | 17.1             |
| შ 104 |                                                                               |                  |
| შ 105 |                                                                               |                  |
| შ 106 |                                                                               |                  |
| შ 107 |                                                                               |                  |
| შ 108 |                                                                               |                  |
| შ 109 |                                                                               |                  |
| შ 110 |                                                                               |                  |
| შ 111 |                                                                               |                  |
| შ 112 |                                                                               |                  |
| შ 113 |                                                                               |                  |
| შ 114 |                                                                               |                  |
| შ 115 |                                                                               |                  |
| შ 116 | Matkhoji — Khidi — Gordi — Kinchkha                                           | 19               |
| შ 117 |                                                                               |                  |
| შ 118 |                                                                               |                  |
| შ 119 |                                                                               |                  |
| შ 120 |                                                                               |                  |
| შ 121 |                                                                               |                  |
| შ 122 | Лентехі (містечко) — Bavari                                                   | 22 km            |
| შ 123 | TSana — Sesho                                                                 | 8 km             |
| შ 124 |                                                                               |                  |
| შ 125 |                                                                               |                  |
| შ 126 |                                                                               |                  |
| შ 127 |                                                                               |                  |
| შ 128 |                                                                               |                  |
| შ 129 | Ахалкалакі — Khakhubeti — Rkoni                                               | 0 km             |
| შ 130 | Kvemo Osiauri — TSromi                                                        | 10 km            |
| შ 131 |                                                                               |                  |
| შ 132 |                                                                               |                  |
| შ 133 |                                                                               |                  |
| შ 134 | Kareli — Kintsvisi                                                            | 12 km            |
| შ 135 | — Ruisi                                                                       | 1 km             |
| შ 136 | — Урбнісі                                                                     | 1 km             |
| შ 137 | Хідіставі — Qvelaantubani                                                     | 5 km             |
| შ 138 | Gori — Mejvrishevi                                                            | 22 km            |
| შ 139 | Уплісцихе                                                                     | 8 km             |
| შ 140 | TSkhinvali — Atsrishevi                                                       | 0 km             |
| შ 141 |                                                                               |                  |
| შ 142 |                                                                               |                  |
| შ 143 |                                                                               |                  |
| შ 144 |                                                                               |                  |
| შ 145 |                                                                               |                  |
| შ 146 | Степанцмінда — Gergetier Dreifaltigkeitskirkhe                                | 6,5 km           |
| შ 147 | Sno — Juta                                                                    | 12 km            |
| შ 148 | Otaraani — Atsrishevi                                                         | 0 km             |
| შ 149 | TSitsamuri — TSkhvarikhamia                                                   | 0 km             |
| შ 150 | Мцхета — Shiomghvime                                                          | 12 km            |
| შ 151 |                                                                               |                  |
| შ 152 | Sahesi — Jvari-Kloster                                                        | 0 km             |
| შ 153 |                                                                               |                  |
| შ 154 | Болнісі — TSughrughasheni                                                     | 12 km            |
| შ 155 |                                                                               |                  |
| შ 156 | Kolagiris                                                                     | 0 km             |
| შ 157 |                                                                               |                  |
| შ 158 |                                                                               |                  |
| შ 159 | Betania                                                                       | 5 km             |
| შ 160 | Тбілісі — Akhalsopeli                                                         | 170 km           |
| შ 161 | Shulaveri — TSiteli Khidi                                                     | 25 km            |
| შ 162 |                                                                               |                  |
| შ 163 | Марнеулі — Asiskendi                                                          | 10 km            |
| შ 164 |                                                                               |                  |
| შ 165 | Amlevi                                                                        | 11 km            |
| შ 166 | Тетрі-Цкаро — Gudarekhi                                                       | 13 km            |
| შ 167 | Samshvildi                                                                    | 2 km             |
| შ 168 |                                                                               |                  |
| შ 169 |                                                                               |                  |
| შ 170 | Гурджаані — Apeni — Giorgeti                                                  | 28 km            |
| შ 171 |                                                                               |                  |
| შ 172 | Сагареджо — Davit Gareja                                                      | 13 km            |
| შ 173 |                                                                               |                  |
| შ 174 |                                                                               |                  |
| შ 175 |                                                                               |                  |
| შ 176 |                                                                               |                  |
| შ 177 |                                                                               |                  |
| შ 178 |                                                                               |                  |
| შ 179 |                                                                               |                  |
| შ 180 |                                                                               |                  |
| შ 181 | Dsinobiani — Gavasi                                                           | 0 km             |
| შ 182 |                                                                               |                  |
| შ 183 | Ахмета — Jokolo                                                               | 17 km            |
| შ 184 | Norio — Martkopi — Akhalsopeli                                                | 9 km             |
| შ 185 | Khuburkhinji — Gagida                                                         | 30 km            |
| შ 186 |                                                                               |                  |
| შ 187 | Сухумі — Besleti                                                              | 16 km            |
| შ 188 |                                                                               |                  |
| შ 189 |                                                                               |                  |
| შ 190 |                                                                               |                  |
| შ 191 |                                                                               |                  |
| შ 192 | Гагра — Колхида                                                               | 0 km             |
| შ 193 |                                                                               |                  |
| შ 194 | Gakhrypsh — Mikelripshi                                                       | 17 km            |
| შ 195 | შ172 (3 km West of Davit Gareja]] — Natlismtsemeli                            | 5 km             |
| შ 196 |                                                                               |                  |
| შ 197 | Кварелі — Некресі                                                             | 0 km             |
| შ 198 |                                                                               |                  |
| შ 199 | Khakvi — Махінджаурі                                                          | 9 km             |
| შ 200 |                                                                               |                  |

## Прикордонні контрольно-пропускні пункти

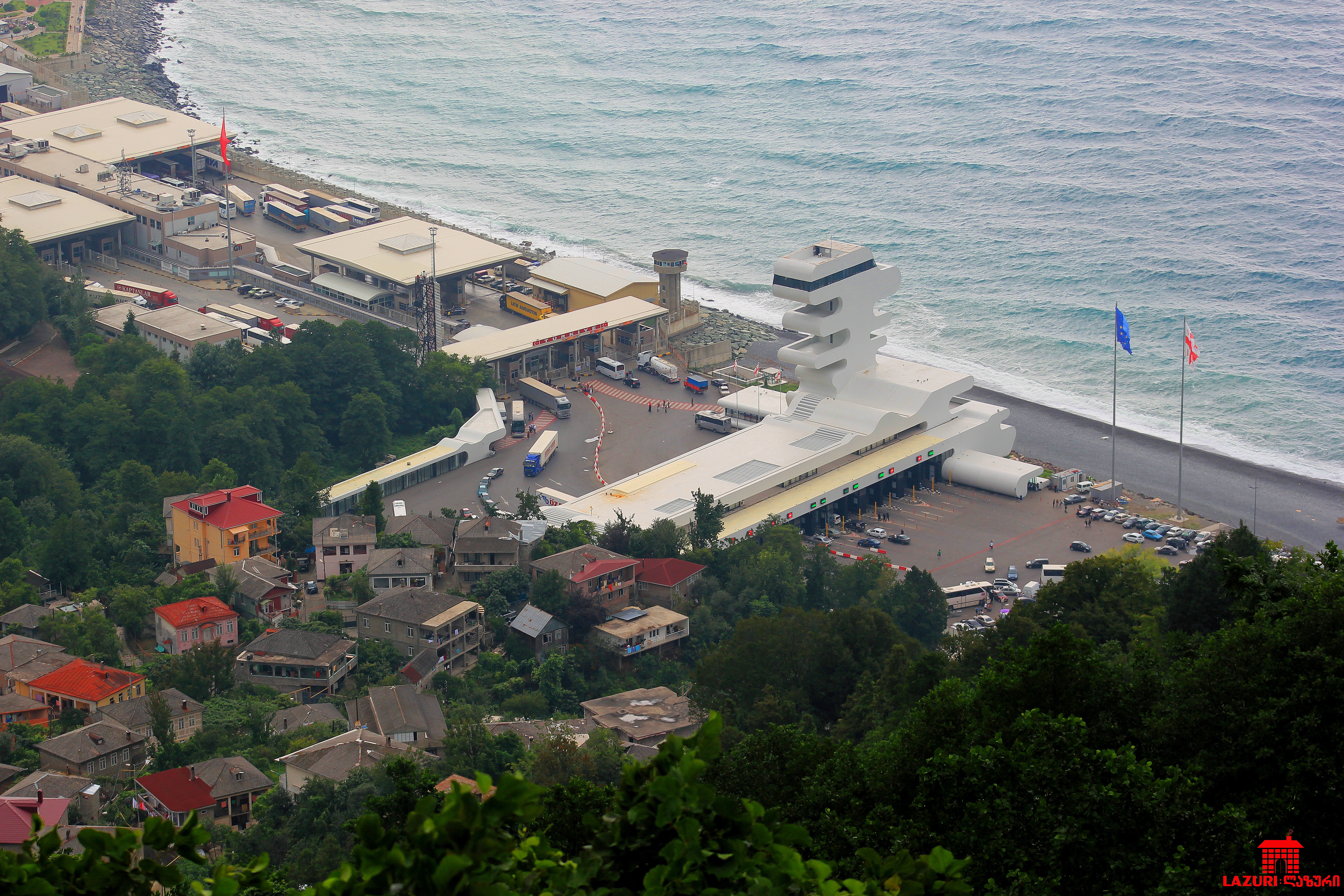
Turkish-Georgian Border in Sarpi

Перетин державного кордону передбачає обов'язкову наявність закордонного паспорту, водійського посвідчення та свідоцтва про реєстрацію транспортного засобу. При виникненні стихійного лиха чи поганих погодних умов прикордонні пункти можуть бути зачиненими.
| Країна             | Автошлях | Муніципалітет  | Регіон           |
| ------------------ | -------- | -------------- | ---------------- |
| Turkish border     | E70      | Khelvachauri   | Аджарія          |
| Turkish border     | E691     | Ахалцихе       | Самцхе-Джавахеті |
| Turkish border     |          | Akhalkalaki    | Самцхе-Джавахеті |
| Armenian border    | E691     | Ninotsminda    | Самцхе-Джавахеті |
| Armenian border    | E117     | Dmanisi        | Квемо Картлі     |
| Armenian border    | შ 37     | Marneuli       | Квемо Картлі     |
| Armenian border    | E001     | Marneuli       | Квемо Картлі     |
| Azerbaijani border | E60      | Marneuli       | Квемо Картлі     |
| Azerbaijani border | შ 66     | Gardabani      | Квемо Картлі     |
| Azerbaijani border | შ 173    | Dedoplistskaro | Кахетія          |
| Azerbaijani border |          | Lagodekhi      | Кахетія          |
| Russian border     | E117     | Stepantsminda  | Мцхета-Мтіанеті  |
| Russian border     |          | Java           | Шида Картлі      |
| Russian border     | E97      | Gagra          | Абхазія          |

## Список маршрутів
- Військово-Грузинська дорога
- Європейський маршрут Е001
- Європейський маршрут Е60
- Європейський маршрут Е70
- Європейський маршрут Е97
- Європейський маршрут Е117
- Європейський маршрут Е691
- Європейський маршрут Е692
- Транскавказька автомагістраль
- Трусо (перевал)

## Обмеження швидкості в Грузії
Легкові авто і мотоцикли:
- у населеному пункті — 60 км/год
- поза населеним пунктом — 90 км/год
- на автомагістралях — 110 км/год

Вантажний транспорт:
- у населеному пункті — 60 км/год
- поза населеним пунктом — 70 км/год
- на автомагістралях — 80 км/год

Максимальна швидкість у житлових зонах — 20 км/год

## Штрафи
У Грузії практикується система балів за порушення ПДД. Кожного року водій має на своєму рахунку 100 балів, які у разі порушення знімаються. Після повної ануляції водія позбавляють прав на 1 рік. Іноземним водіям видається 100 балів після перетину державного кордону. У разі ануляції водію забороняють керувати транспортом на території всієї Грузії.
Додатково на автомобільних дорогах функціонує приховане патрулювання з фото- і відеореєстрацією порушень. При отриманні штрафу водій мусить його сплатити у місцевому банку протягом 30 днів.
| Вид порушення                                                                                   | Кількість балів | Сума до сплати |
| ----------------------------------------------------------------------------------------------- | --------------- | -------------- |
| Перевищення швидкості від 15км/год до 40км/год                                                  | 50              | 17 €           |
| Перевищення швидкості більше 40км/год                                                           | 150             | 51 €           |
| Перевищення швидкості більше 40км/год, що викликало аварійну ситуацію                           | 250             | 85 €           |
| Порушення правил паркування                                                                     | 10              | 3 €            |
| Ігнорування знаків «Стоянка заборонена» та «Зупинка заборонена»                                 | 20              | 7 €            |
| Ігнорування знаків «Стоянка заборонена» та «Зупинка заборонена», що викликало аварійну ситуацію | 200             | 68 €           |
| Проїзд на заборонений сигнал світлофора                                                         | 50              | 17 €           |
| Порушення правил залізничного переїзду                                                          | 50              | 17 €           |
| Перетин суцільної лінії для виїзду на зустрічну смугу                                           | 50              | 17 €           |
| Повторний перетин суцільної лінії для виїзду на зустрічну смугу (поточний рік)                  | 100             | 34 €           |
| Керування транспортом без державного номерного знаку                                            | 100             | 34 €           |
| Рух по зустрічній смузі                                                                         | 200             | 68 €           |
| Передача керування транспортом особі, що не має водійського посвідчення                         | 200             | 68 €           |
| Втеча учасника ДТП з місця аварії                                                               | 250             | 85 €           |
| Створення перешкод дорожнього руху чи аварійної ситуації                                        | 250             | 85 €           |
| Ігнорування законної вимоги працівника поліції про зупинку транспорту                           | 300             | 102 €          |
| Керування транспортним засобом без водійського посвідчення                                      | 500             | 170 €          |